# Herb Sant Julià de Lòria

Herb Sant Julià de Lòria

Herb parafii Sant Julià de Lòria przedstawia na owalnej tarczy w polu złotym cztery pionowe czerwone pasy. Tarcza okolona jest gałęziami wawrzynu, u dołu związanymi wstęgą w barwach flagi andorskiej.
Herb przyjęty został w 1975 roku i nawiązuje do herbu Katalonii z XVII-XVIII wiecznych pieczęci. Liście wawrzynu (laurowe) nawiązują do średniowiecznej nazwy tej parafii "Lauredia".